# Oligia parietum
Oligia parietum là một loài bướm đêm trong họ Noctuidae.